# Stadt- und Industriemuseum Rüsselsheim
Das Stadt- und Industriemuseum Rüsselsheim (auch Museum Rüsselsheim) in der südhessischen Stadt Rüsselsheim am Main präsentiert kulturelle, soziale, wirtschaftliche, technische und politische Entwicklungen von der vor- und frühgeschichtlichen Zeit bis zum 20. Jahrhundert.

## Konzeption
Die Ausstellung in der Festung Rüsselsheim informiert unter dem Motto „Erlebnis Geschichte. Vom Faustkeil zum Industrieroboter - von der Steinzeit zur Moderne“ über die Entwicklung von Arbeitstechniken und Arbeitsverhältnissen von der Vorgeschichte bis in die Gegenwart.
Das 1976 gegründete Museum wurde aufgrund der Ausstellungskonzeption, die erstmals Technik-, Industrie- und Sozialgeschichte verband, 1979 mit dem Museumspreis des Europarates als Modell-Museum ausgezeichnet und als „gegenwärtig eines der bedeutendsten und einflussreichsten Museen Europas“ bezeichnet.

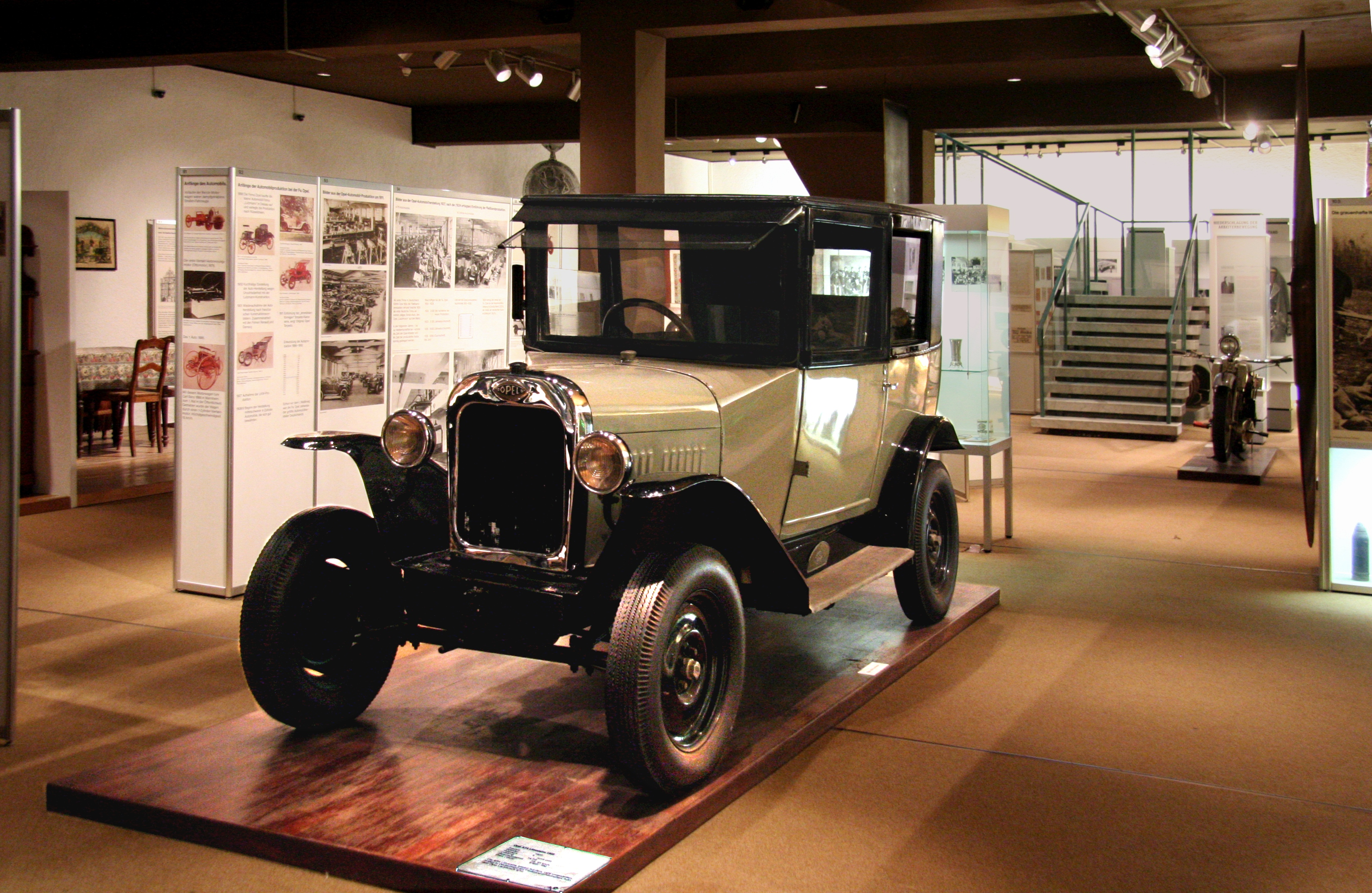
Einer der Ausstellungsräume mit einem Opel-Pkw der späten 1920er-Jahre

Einen Schwerpunkt des Museums bildet die Entwicklung des Opel-Werkes in der Stadt. Die  deutsche Tochtergesellschaft von General Motors stiftete neben einem kompletten Fließband und Fertigungsmaschinen auch Automobile und Motorräder der Marke Opel. Teilweise wurden dem Museum die Objekte als Dauerleihgabe überlassen.
Neben der Dauerausstellung werden monothematische Sonderausstellungen präsentiert.
2004 wurde das Museum erheblich erweitert und modernisiert.
Das Stadt- und Industriemuseum Rüsselsheim ist Bestandteil der Route der Industriekultur Rhein-Main.
Die Stadt Rüsselsheim bietet im Museum verschiedene Führungen an: eine Kombination von Museumsbesuch und Opel-Werkstour, eine Führung durch den Verna-Park am Mainufer sowie Stadtführungen.